# Проспект Кірова (Сімферополь)
Проспект Кірова (крим. Kirov caddesı) — одна з головних вулиць Сімферополя, знаходиться на території Центрального та Київського районів міста.

## Розташування
Загальна протяжність проспекту становить 2,1 км.
Проспект пролягає від перехрестя з вулицею Козлова та Піонерським провулком на площі Амет-Хана Султана до перехрестя з вулицею Київська на площі Куйбишева.
Прилучаються вулиці Самокиша, Чехова, Гоголя, Горького, Севастопольська, Карла Маркса, Ушинського, Леніна, Набережна, Менделєєва, Дзержинського, Зої Жильцової, Генерала Попова, Декабристів, Треньова, провулки Колгоспний, Комунальний і Раднаркомівський.
Поєднує площі Амет-Хана Султана, Радянську та Куйбишева, також на ньому розташовується центральна площа міста — Леніна.
На проспекті розташовані: Рада міністрів Автономної Республіки Крим, ЦУМ (Сільпо), Будинок Чірахова, НДІ Кримгеологія, Музична школа № 1, Кримський академічний український музичний театр, кінотеатр Сімферополь, Дитячий парк, Сквер ім. 200-річчя Сімферополя та Парк імені Треньова.

## Історія
Історично проспект об'єднує три вулиці: Кінна (від площі Амет-Хана Султана до вулиці Самокіша), Гостинна (від Самокіша до Салгиру) та Феодосійська (від Салгиру до площі Куйбишева).
Гостинна вулиця йшла від Салгира до нинішньої площі Леніна й отримала таку назву при першому найменування вулиць у 1839 році, бо тут йшов майже суцільним потоком ряд готелів та заїжджих дворів.
У 1890 році коли вулиця витяглася майже до Староросійського цвинтаря, що тоді знаходився на околиці міста, та поглинула вулицю Кінну, її перейменували на Салгирну.
Основна частина вулиці була забудована непоказними однотипними одноповерховими будівлями, типовими для провінційних міст того часу. Більшість вулиці збереглася приблизно у тому самому вигляді до 1940-х років.
27 січня 1935 року постановою ЦВК Криму вона була перейменована на вулицю Кірова. Цим актом увічнювалася пам'ять убитого 1 грудня 1934 р. в Ленінграді С. М. Кірова, потенційного претендента на посаду генсека ЦК ВКП(б).
За мостом вулиця носила іншу назву — Феодосійська. Спочатку це була просто дорога до Феодосії, за річкою міста не було, там були сади та дачі. Але поступово вздовж вулиці з'являлися будинки. Нова вулиця була названа Феодосійською. У радянські часи з 1938 року вулицю Феодосійську перейменували на Чкалова.
11 жовтня 1960 року вулиця Кірова була об'єднанна з вулицею Чкалова та отримала «статус» проспекту. Проспект з того часу починається від стадіону «Локомотив» та Центрального ринку та закінчується на площі Куйбишева. На той час Проспект Кірова вже став головною вулицею міста.
Після об'єднання відбулася зміна нумерації будинків. Раніше номери починалися від Салгиру, а тепер вони починаються від Центрального ринку. Це, можливо, єдина вулиця на якій абсолютно не збереглася історична нумерація, що ускладнює роботу істориків і краєзнавців.